# Jules Harlé
Jules Harlé (mit vollem Taufnamen: Jules-Louis-Paul Harlé; * 3. Februar 1916 in Wirwignes; † 24. Januar 1999) war ein französischer römisch-katholischer Geistlicher und Weihbischof in Arras.

## Leben
Jules Harlé wurde in eine Bauernfamilie geboren. Mit elf Jahren trat er in das Kleine Seminar in Boulogne-sur-Mer ein. 1934 trat er in das Priesterseminar von Arras ein. Am 23. Dezember 1939 empfing er die Weihe zum Diakon und schon tags darauf die Priesterweihe. Denn er war nach dem Ausbruch des Zweiten Weltkriegs zum Pionierkorps einberufen worden und hatte nur einen kurzen Sonderurlaub für seine beiden Weihen erhalten.
Nach der Kapitulation der französischen Armee unterrichtete er ab 1941 an einem Gymnasium in Desvres, war Pfarrer in Longfossé und Kaplan der Katholischen Landjugend (Jeunesse agricole catholique, JAC-JACF) im Kanton Desvres. Nach dem Krieg war Harlé bis 1957 der Kaplan der Katholischen Landjugend der Küstenregion (Boulogne, Calais, Saint-Omer, Montreuil-sur-Mer). Mit den Jugendlichen arbeitete er gemäß der von Joseph Cardijn verbreiteten Methode des Dreischritts „Sehen – Urteilen – Handeln“. In dieser Zeit arbeitete er eng mit dem Soziologen und Theologen Fernand Boulard (1898–1977) zusammen, der in dieser Zeit der Nationalkaplan der Katholischen Landjugend war und der für Harlé zu einem Lehrer und Freund wurde.
1957 ernannte Gérard Huyghe, Bischof von Arras, ihn zum Dekan von Aubigny-en-Artois, 1963 übertrug er ihm das Dekanat Samer / La Capelle / Pont-de-Briques. Ab 1967 war er mit der Landpastoral im gesamten ländlichen Boulonnais betraut und war zudem Pfarrer in Marquise im Arrondissement Boulogne-sur-Mer.
Einer Bitte von Bischof Huyghe folgend, ernannte Papst Paul VI. am 12. Oktober 1970 Jules Harlé zum Titularbischof von Arbanum und zum Weihbischof in Arras. Bischof Huyghe spendete ihm am 22. November desselben Jahres in Boulogne-sur-Mer die Bischofsweihe; Mitkonsekratoren waren der emeritierte Bischof von Lille, Achille Kardinal Liénart, und der Erzbischof von Cambrai, Henri-Martin Félix Jenny. Eine Hauptaufgabe und ein Hauptanliegen von Harlé war die Verwirklichung der Beschlüsse des Zweiten Vatikanischen Konzils im Bistum Arras. Ein weiteres Anliegen war ihm die Bewahrung des reichen Erbes sakraler Kunst als einer Ausdrucksform des christlichen Glaubens. Er ließ die in Kirchen und Kapellen verstreuten Kunstschätze inventarisieren, unterstützte den Aufbau der Sammlung sakraler Kunst im Musée des Beaux-Arts d’Arras in der Abtei Saint-Vaast und trug maßgeblich dazu bei, dass 1980 in der Krypta der Basilika Notre-Dame de l’Immaculée Conception in Boulogne-sur-Mer eine Ausstellung sakraler Kunst eröffnet werden konnte.
Als Bischof Huyghe infolge eines Unfalls seine Aufgaben nur noch eingeschränkt wahrnehmen konnte, übertrug er Weihbischof Harlé einen Großteil seiner Verpflichtungen, unter anderem die Vertretung des Bistums Arras in der französischen Bischofskonferenz. Da das Bistum Arras (wie das Pas-de-Calais insgesamt) durch den Steinkohlenbergbau geprägt war und im Bistum Arras viele Nachkommen der dorthin angeworbenen polnischen Bergleute lebten, betraute die französische Bischofskonferenz Harlé damit, sie bei Begegnungen mit polnischen Bischöfen zu vertreten. Nachdem Bischof Huyghe am 26. September 1984 zurückgetreten war, wählte das Domkapitel Weihbischof Harlé zum Diözesanadministrator. Henri-François-Marie-Pierre Derouet, der am 19. November 1985 als neuer Bischof von Arras eingeführt worden war, ernannte Harlé zu seinem Generalvikar. Am 18. Februar 1991 nahm Papst Johannes Paul II. das von Jules Harlé aus Altersgründen vorgebrachte Rücktrittsgesuch an.